# Liebfrauenkirche (Halberstadt)

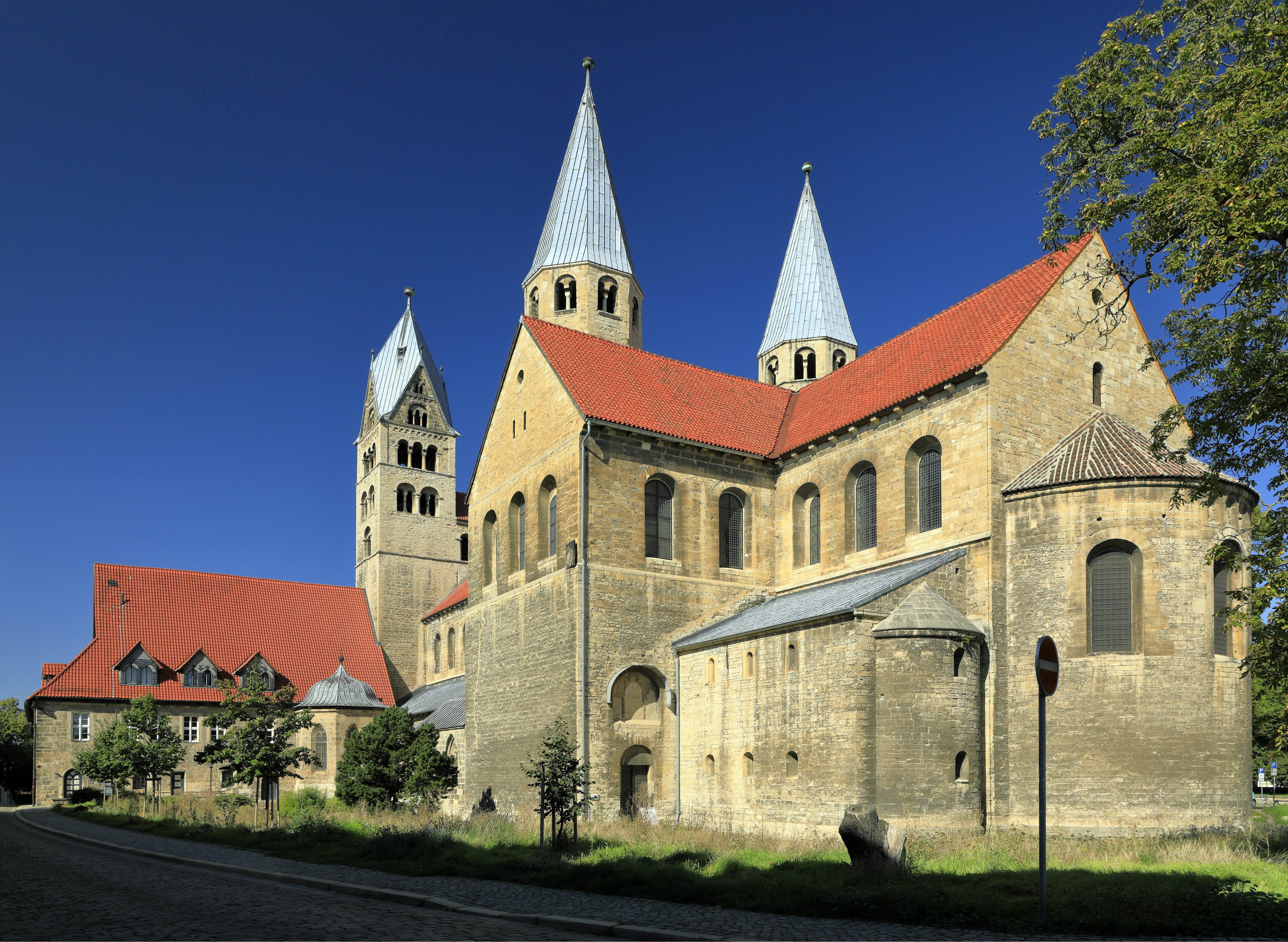
Ansicht von Südosten

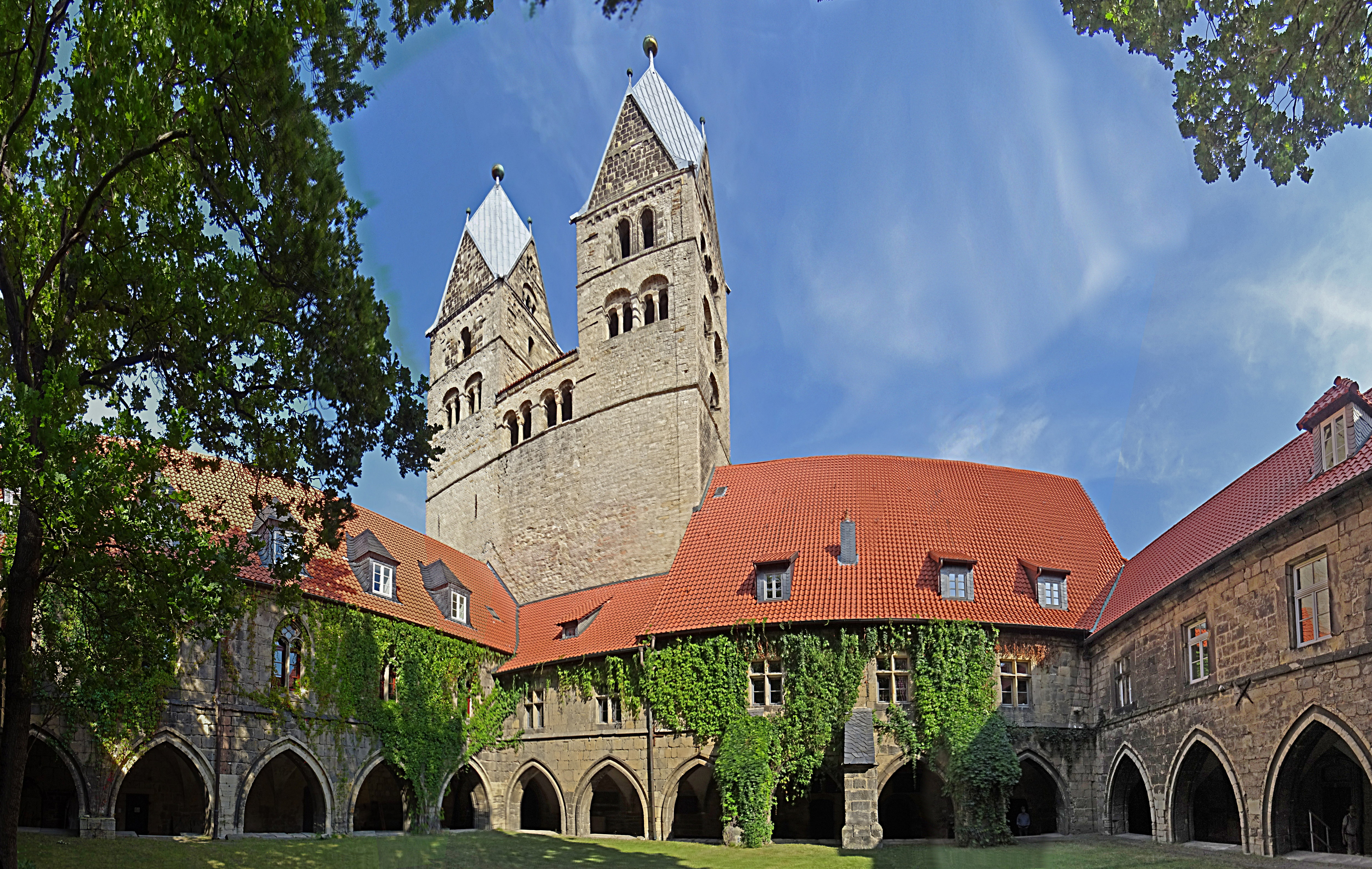
Klosterhof der Liebfrauenkirche

Die Liebfrauenkirche zu Halberstadt ist neben dem Dom und der Martinikirche eine der drei (ausschließlich evangelischen) Hauptkirchen Halberstadts. Sie ist – neben Beispielen wie Merseburg und Naumburg – eine der wenigen erhaltenen, viertürmigen Basiliken aus der Zeit der Romanik in Mittel- und Norddeutschland und eine der Sehenswürdigkeiten der Straße der Romanik. Im Jahre 2005 wurde ihr 1000-jähriges Jubiläum begangen.
Die äußerlich burgartige Liebfrauenkirche schließt den Domplatz zusammen mit dem Petershof im Westen ab. Ihr gegenüber im Osten steht der Dom. Daneben wird der Domplatz von einem Ensemble von Bauten aus Renaissance, Barock, Klassizismus und Moderne umrahmt. Nach Norden und Westen mit hohen Mauern über der Unterstadt liegend und mit Mauern und Toren nach Süden und Osten von der Oberstadt abgetrennt bildete der Domplatz mit Dom, Liebfrauenkirche und anderen Gebäuden die ehemalige Domburg der Bischöfe von Halberstadt.

## Geschichte

Grundriss

Der Halberstädter Bischof Arnulf gründete im Jahre 1005 ein Kollegiatstift zu Ehren Marias, das schnell und bis zum Ende des 15. Jahrhunderts von überregionaler Bedeutung war. Die Propstei über das Stift lag beim Domkapitel Halberstadt. Die bis heute ältesten erhaltenen Teile der Kirche, die Untergeschosse der Westfassade, stammen nach neuerer Forschung jedoch aus der Zeit nach 1089. Bis fast über das gesamte 12. Jahrhundert hinweg wurde die dreischiffige Pfeilerbasilika (um)gebaut. Das Gesamtbild wurde maßgebend von Bischof Rudolf geprägt, der die Arbeiten ab 1146 bis zu seinem Tod 1147 führte und das Langhaus und die achteckigen Osttürme mit Zeltdach (vollendet 1200) errichten ließ. Um 1170 entstand der Anbau der Taufkapelle, deren Gewölbe von einer zentralen, mit ornamentalem Kapitellschmuck verzierten Säule gestützt wird. Das Portal der Kirche und die Westtürme mit hohen rheinischen Rhombendächern („Rheinische Helme“) stammen aus dem 13. Jahrhundert. Auch wurde in dieser Zeit das ursprüngliche Flachdach über Chor und Querhaus durch ein Kreuzgratgewölbe ersetzt. In der ersten Hälfte des 13. Jahrhunderts wurden Wände und Gewölbe mit üppigen Fresken verziert, von denen der Konservator Ferdinand von Quast im 19. Jahrhundert schrieb: „Uns ist bisher bei deutschen Wandmalereien nirgends eine ähnliche Meisterschaft vorgekommen.“ Der neue Kreuzgang westlich der Kirche stammt aus dem 14. Jahrhundert.
Im Laufe der Jahrhunderte erfuhr die Liebfrauenkirche teils weitreichende Veränderungen. Vor allem wurde die Flachdecke des Hauptschiffs im 14. Jahrhundert durch ein Kreuzgratgewölbe ersetzt. Im 16. Jahrhundert wurde die Taufkapelle mit einem gotischen Ostabschluss versehen. 1661 wurde die Kirche im Stil des Barock umgestaltet, die Malereien der protestantischen Schlichtheit gemäß weiß übertüncht. Auch wurde im 17. Jahrhundert der steinerne Lettner von 1230 entfernt und durch einen gusseisernen ersetzt. Während des Siebenjährigen Krieges und der Besatzungszeit unter Napoleon diente die Liebfrauenkirche kurzzeitig unter anderem als Gefängnis, Munitionsproduktionsstätte und Waffenlager, der Kreuzgang als Pferdestall. Bei der Besatzung entstanden auch Schäden an den Chorschranken: einigen Figuren wurden zum Vergnügen französischer Soldaten die Nasen abgeschlagen. Im Jahre 1810 wurde das Stift durch die Regierung des Königreichs Westphalen aufgehoben.
1833 besuchte Karl Friedrich Schinkel im Auftrag des Königs Friedrich Wilhelm IV. die Liebfrauenkirche und erkannte die kunsthistorische Bedeutung der mittelalterlichen Fresken im Kirchenschiff und im Hohen Chor, die kurz zuvor wiederentdeckt worden waren. Der König gab daraufhin 1840 Ferdinand von Quast den Auftrag zu umfassenden Restaurierungsarbeiten, die bis 1848 abgeschlossen wurden. Die Arbeiten wurden jedoch unsachgemäß ausgeführt: die übertünchten Fresken wurden bei der Freilegung stark beschädigt, sodann nicht konserviert, sondern historisierend übermalt. Zuvor wurden jedoch Strichpausen der Fresken angefertigt, die heute im Kunstgewerbemuseum Berlin liegen. Trotz neuerlicher Reinigung und Konservierung sind heute nur noch Reste der Fresken erhalten. Die Restaurierungsarbeiten unter Friedrich Wilhelm umfassten auch eine Erneuerung der Decke des Mittelschiffs (das nachträglich eingebaute Kreuzgratgewölbe drückte die Wände auseinander) und der Mauern der Seitenschiffe sowie eine vollständige Erneuerung des Nordostturms. In die Südseite wurde ein Eingang gebrochen, der heute als Haupteingang dient und die zwei Eingänge der Ostseite ersetzt.
Bei dem amerikanischen Bombenangriff vom 8. April 1945 wurde Halberstadt fast vollständig in Schutt und Asche gelegt. Auch die Liebfrauenkirche wurde sehr stark beschädigt. Vor allem dank des Einsatzes des Halberstädter Architekten Walter Bolze konnte die Liebfrauenkirche zwischen 1946 und 1952 restauriert werden.
Nach der Wende folgten weitere wichtige Restaurierungsarbeiten, die bis 2003 in großen Teilen abgeschlossen wurden.

## Ausstattung

### Chorschranken
Die Chorschranken aus der Zeit um 1200/1210 sind mit einzigartigen Stuckfiguren der 12 Apostel, Maria und Christus in fast lebensgroßen Vollreliefs mit zum Teil noch originaler Fassung ausgestattet. Die gemauerten Schranken sind 2,15 m hoch, darüber erheben sich hölzerne Arkaden. An der Nord- und der Südschranke sind in den jeweils sieben Blendarkaden Sitzfiguren aus Stuck angebracht worden, die eine Höhe von 1,14 m bis 1,20 m haben. Auf dem südlichen Teil der Chorschranke steht in der Mitte die Szene der Maria mit dem Kind umgeben von sechs Aposteln. Der Kopf des Jesus ist verloren gegangen. Das Vorbild für diese Darstellungen waren vielleicht byzantinische Elfenbeintafeln oder Reliquienschreine.
Diese Sitzfiguren zeigen nicht die sonst übliche strenge, symbolträchtige Unnahbarkeit des 12. Jahrhunderts, sondern zeichnen sich aus durch echte Körperlichkeit, harmonische Bewegungen und natürliches, lockeres Sitzen. Die Körper der Figuren sind nur rund 10 bis 13 cm über den Reliefgrund hinausgehoben worden. Ihre Köpfe sind dagegen fast vollrund. Die Maria ist streng frontal ausgerichtet, während die Apostel sich im Gespräch einander zuwenden. Gleichmäßig kleidet alle Dargestellten eine ganz allgemein antikisierende Gewandung. Bei einer auch nur oberflächlichen Betrachtung der Reliefs fällt sofort die eigenwillige Formgebung ins Auge. Eine äußerst komplizierte Führung der Gewandbahnen kennzeichnet die Draperie, die entgegen dem natürlichen Fall der Falten gebildet wird. Die glatte Fläche ist vermieden; jedes Formdetail wird in eine in sich schwellende Form versetzt.
Die Falten werden wie von unsichtbaren Kräften gestaucht und gezerrt. Die Tendenz der wirr flatternden Gewänder und die wilde Bewegung der Faltenbahnen entnahm man um 1200 den byzantinischen Arbeiten, die sich damals in Europa einer besonderen Vorliebe erfreuten. 1204 hatten die Kreuzfahrer Konstantinopel erobert und geplündert und von da an ergoss sich eine Flut von Kunstwerken in das Abendland und konfrontierte die Künstler mit der byzantinischen Kunst. Das war aber nicht die einzige Quelle, aus der die Bildhauer dieser Chorschranken schöpften: Wie schon bei den Figuren des Triumphkreuzes im Dom sind auch hier Anleihen aus der französischen Kathedralplastik anzunehmen, die aber ihrerseits in der Zeit um 1200 von der byzantinischen Welle getragen waren, besonders in Laon, von wo dieser Stil ausging. Hier finden sich zum ersten Mal jene byzantinisierenden Stilmerkmale, die so melodiös den Körper umfließenden Falten und die Faltenbäusche an den Armen.

### Triumphkreuz
Das Triumphkreuz aus dem zweiten Viertel des 13. Jahrhunderts befindet sich im westlichen Vierungsbogen. Christus ist hier noch stehend dargestellt, nicht hängend. Erst nach 1220 entwickelte sich der Typus des „hängenden Christus“. Ein erster Schritt dazu war, dass die Füße übereinander gelegt und mit einem Nagel an das Kreuz geschlagen sind. Diesem Übergangsstil gehört dieses Kruzifix an – zwar noch stehend, aber schon mit genagelten Füßen. Seit ungefähr 1220 werden die Füße Christi nur noch von einem Nagel durchbohrt dargestellt, was einen Verlust an Symmetrie bedeutet und damit an Strenge und auch an Repräsentation. Aber damit sind auch sehr viel größere Bewegungsmöglichkeiten in der Gestaltung des Körpers gegeben, der jetzt als Leidender und nicht mehr als Herrschender dargestellt wird. Bei dieser Plastik hier wird davon noch kein Gebrauch gemacht, sie steht am Anfang dieser Entwicklung.

### Barbarakapelle
Vor allem in der mit Kreuzgratgewölben versehenen und den Heiligen Jacobus der Älteren und Barbara geweihten Barbarakapelle sind romanische Fresken erhalten. Sie wurden bei den Restaurierungsarbeiten im 19. Jahrhundert freigelegt, jedoch nicht übermalt. Nur die Zeichnungen selbst sind Fresken; die Ausmalung erfolgte jedoch auf dem trockenen Putz, so dass die Farben verblasst oder nachgedunkelt sind. Dargestellt sind Maria und Christus, die Evangelisten, Engel, die Kirchenväter und Propheten. Der ikonographische Flügelaltar mit Kreuzigung, einigen Aposteln (außen) und Heiligen (innen) entstand vermutlich zwischen 1420 und 1430 im Umfeld des Kölner Malers Stefan Lochner. Die zum Altar gehörige Predella ist ungefähr 100 Jahre jünger.

### Glocken
Die vier verbliebenen Glocken stammen aus dem 13. und 14. Jahrhundert und hängen im Südturm. Drei weitere Glocken wurden in den 1930er und 1940er Jahren zerstört. Die drei kleineren Glocken bildeten das ehemalige Chorgeläut; obwohl die Glocken für den Einzelgebrauch bestimmt waren, erklingen sie zusammen zufälligerweise in einem Es-Dur-Dreiklang. Anlässlich der 1000-Jahr-Feier der Kirche wurde 2005 eine neue Glocke mit dem Namen Sophia gegossen.
| Nr. | Name   | Gussjahr | Gießer      | Durchmesser | Masse  | Schlagton |
| --- | ------ | -------- | ----------- | ----------- | ------ | --------- |
| 1   | Sophia | 2005     | Lauchhammer |             | 645 kg | g1        |
| 2   | –      | 13. Jh.  | unbekannt   | 946 mm      | 460 kg | as1 +6    |
| 3   | –      | 1403     | unbekannt   | 635 mm      | 136 kg | es2 −1    |
| 4   | –      | 14. Jh.  | unbekannt   | 628 mm      | 170 kg | g2 +1     |
| 5   | –      | 14. Jh.  | unbekannt   | 570 mm      | 147 kg | b2 +3     |

### Orgel

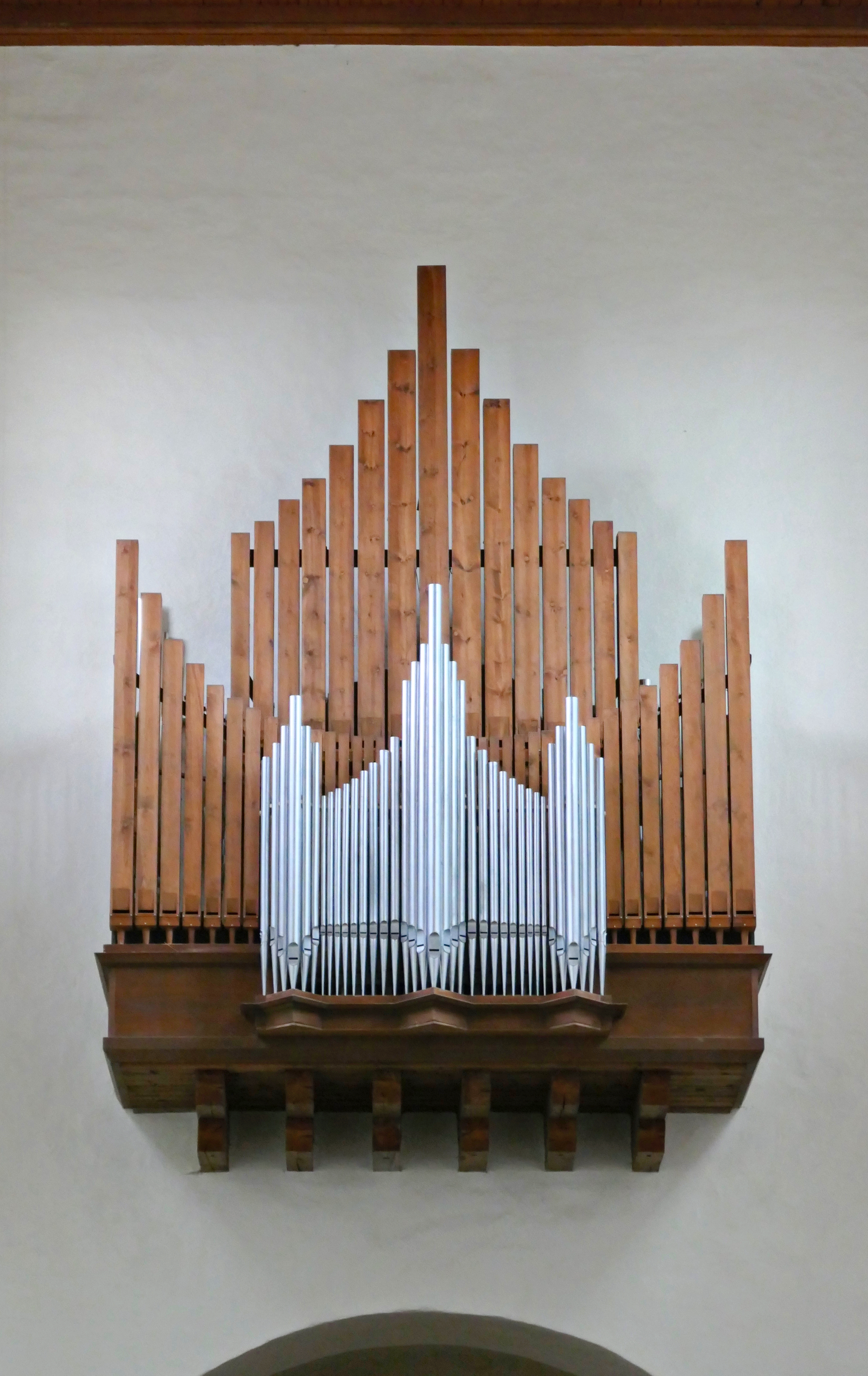
Schuster-Orgel von 1958

Die Orgel wurde in den Jahren 1957–1958 von der Orgelbau A. Schuster & Sohn aus Zittau erbaut. Das Instrument hat 1142 Pfeifen in 15 Registern auf zwei Manualen und Pedal. Die Trakturen sind elektropneumatisch. Im Jahre 2011 wurde das noch fehlende Register (Trompete 8′) hinzugefügt. Die Vorgängerorgel aus der Werkstatt W. Sauer Orgelbau Frankfurt (Oder) aus dem Jahr 1938 hatte 27 Register und wurde im April 1945 zerstört.
| I Hauptwerk C– |            |    |
| 1.             | Prinzipal  | 8′ |
| 2.             | Rohrflöte  | 8′ |
| 3.             | Spitzflöte | 4′ |
| 4.             | Oktav      | 2′ |
| 5.             | Mixtur IV  |    |
| 6.             | Trompete   | 8′ |

| II Oberwerk C– |            |    |
| 7.             | Gedakt     | 8′ |
| 8.             | Prinzipal  | 4′ |
| 9.             | Blockflöte | 2′ |
| 10.            | Sifflöte   | 1′ |
| 11.            | Zimbel III |    |

| Pedal C– |                 |     |
| 12.      | Subbass         | 16′ |
| 13.      | Prinzipal       | 8′  |
| 14.      | Choralbass      | 4′  |
| 15.      | Basskornett III |     |

### Weitere Ausstattung
- Fresken
- Gotischer Bronzeleuchter (1475, mit zwei Madonnengravuren)
- Chorgestühl (16. Jahrhundert, Flachschnitzereien und Drachenfiguren)
- Pietà (1420)

## Bilder

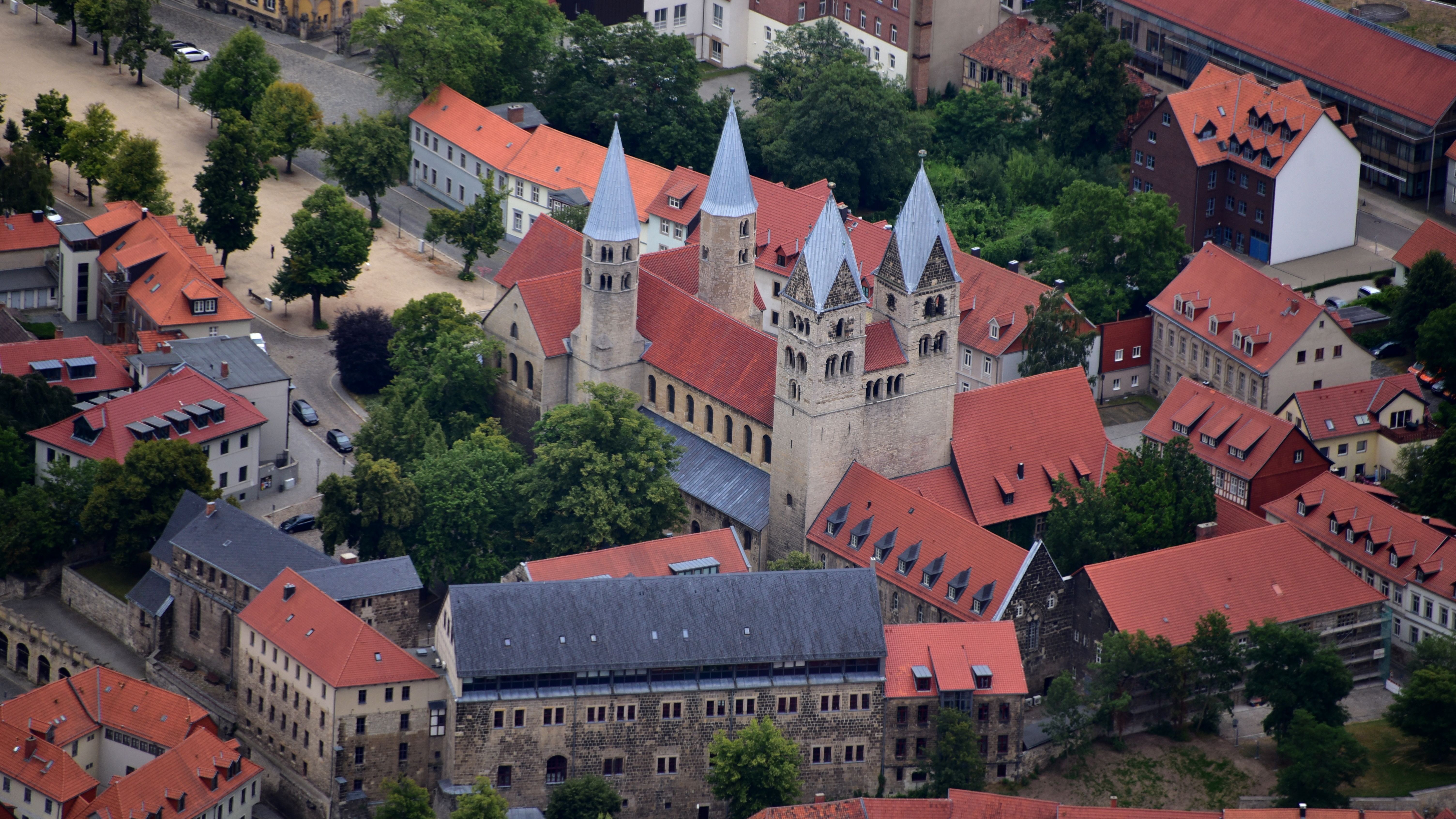
Liebfrauenkirche, Luftaufnahme (2019)
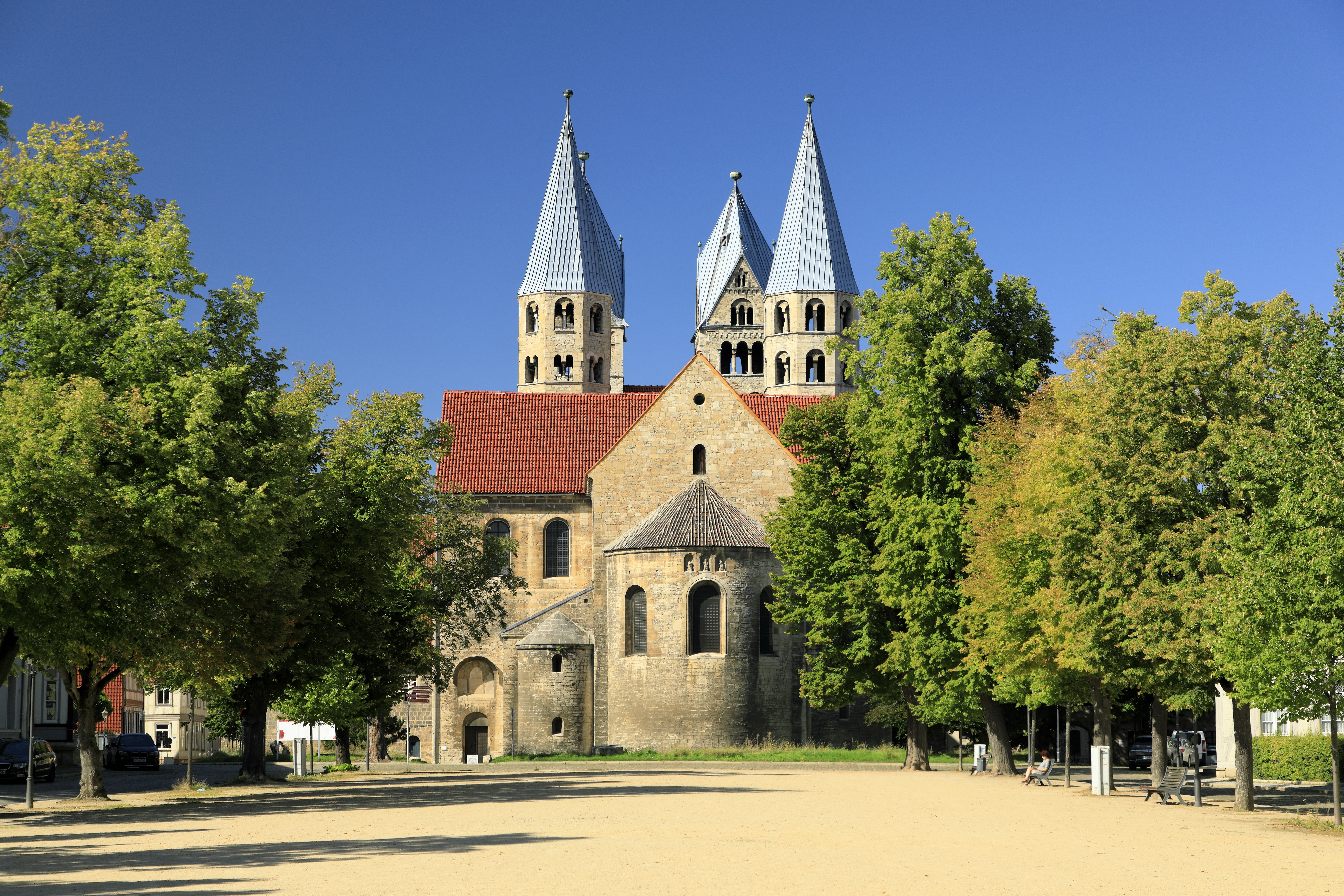
Ansicht vom Domplatz
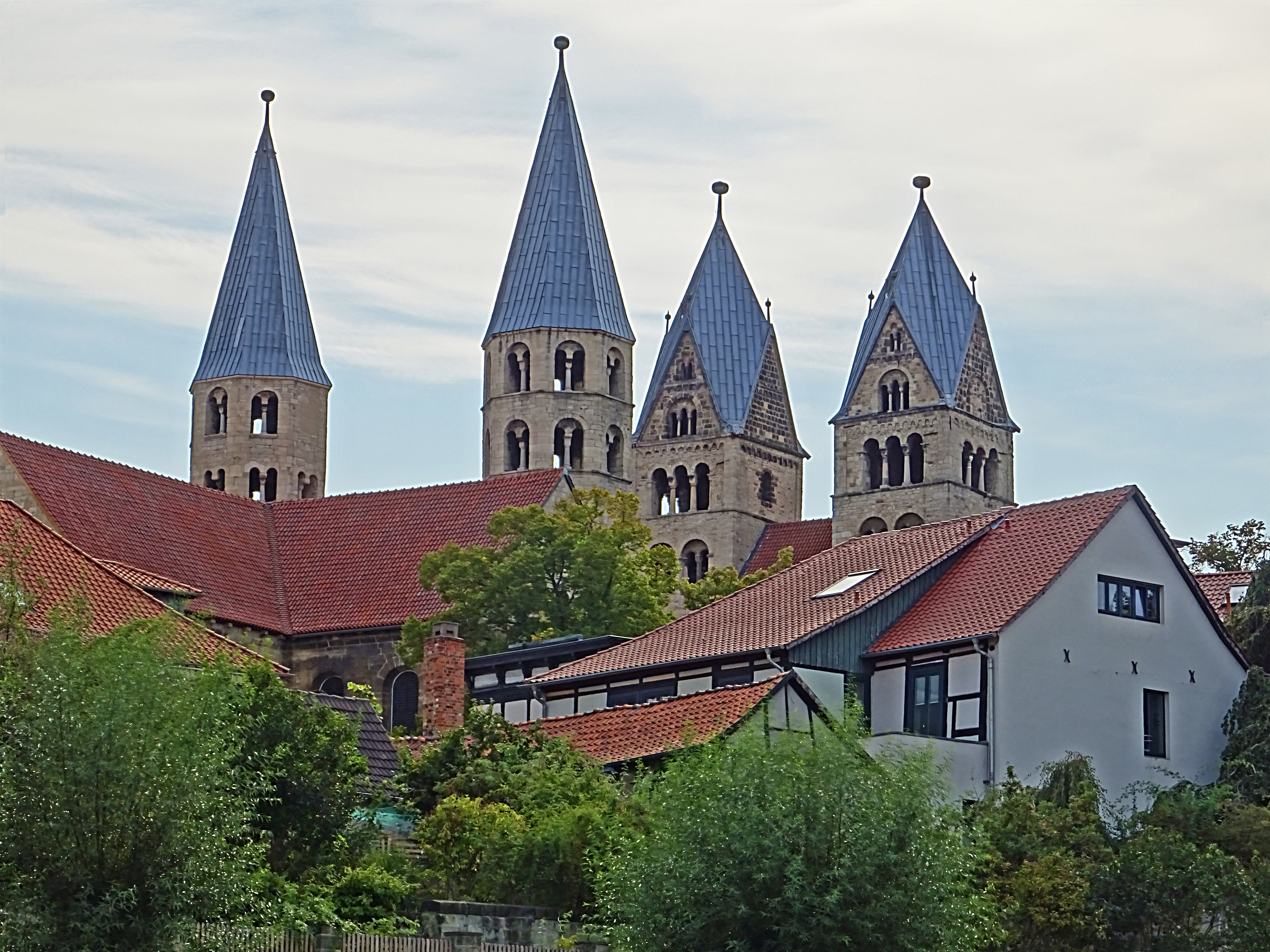
Ansicht von Nordosten
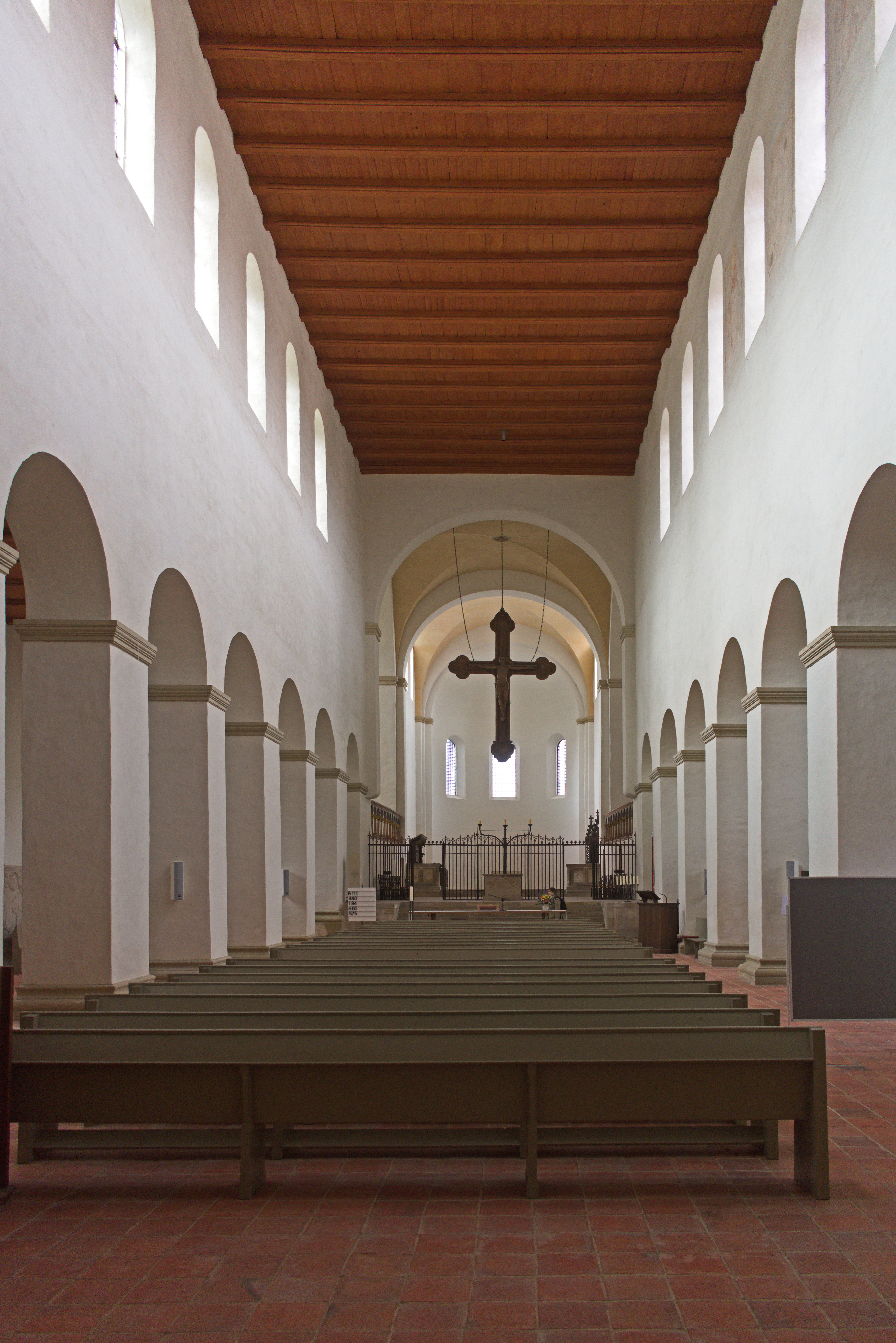
Kirchenschiff
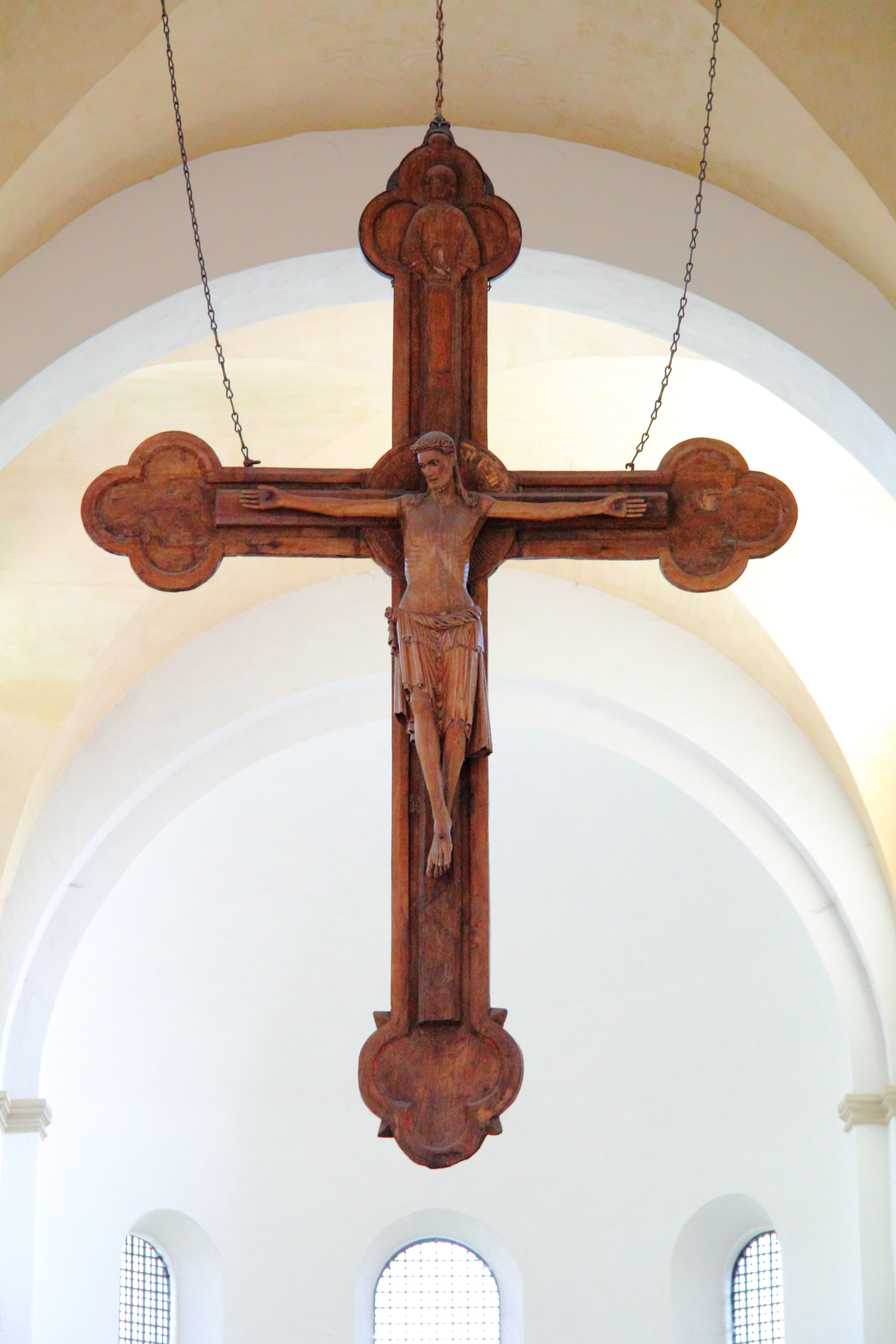
Triumphkreuz vor dem Chor
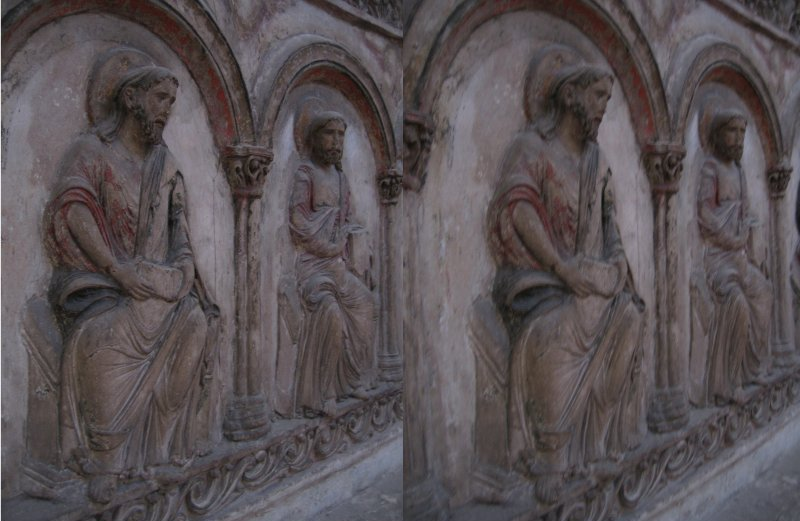
Matthias und Bartholomäus an der nördlichen Chorschranke, Kreuzblick-3D-Foto
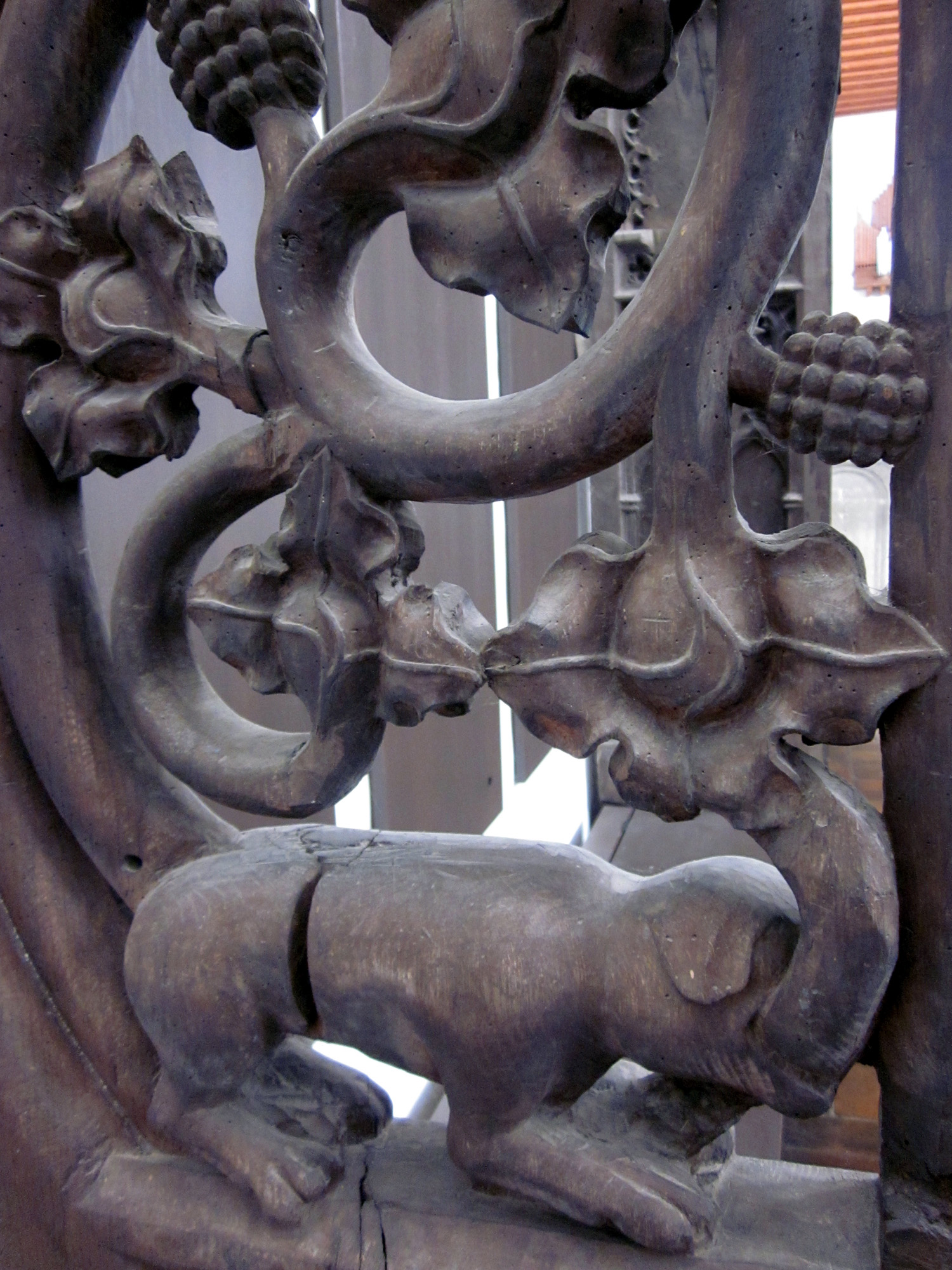
Chorgestühl, Detail
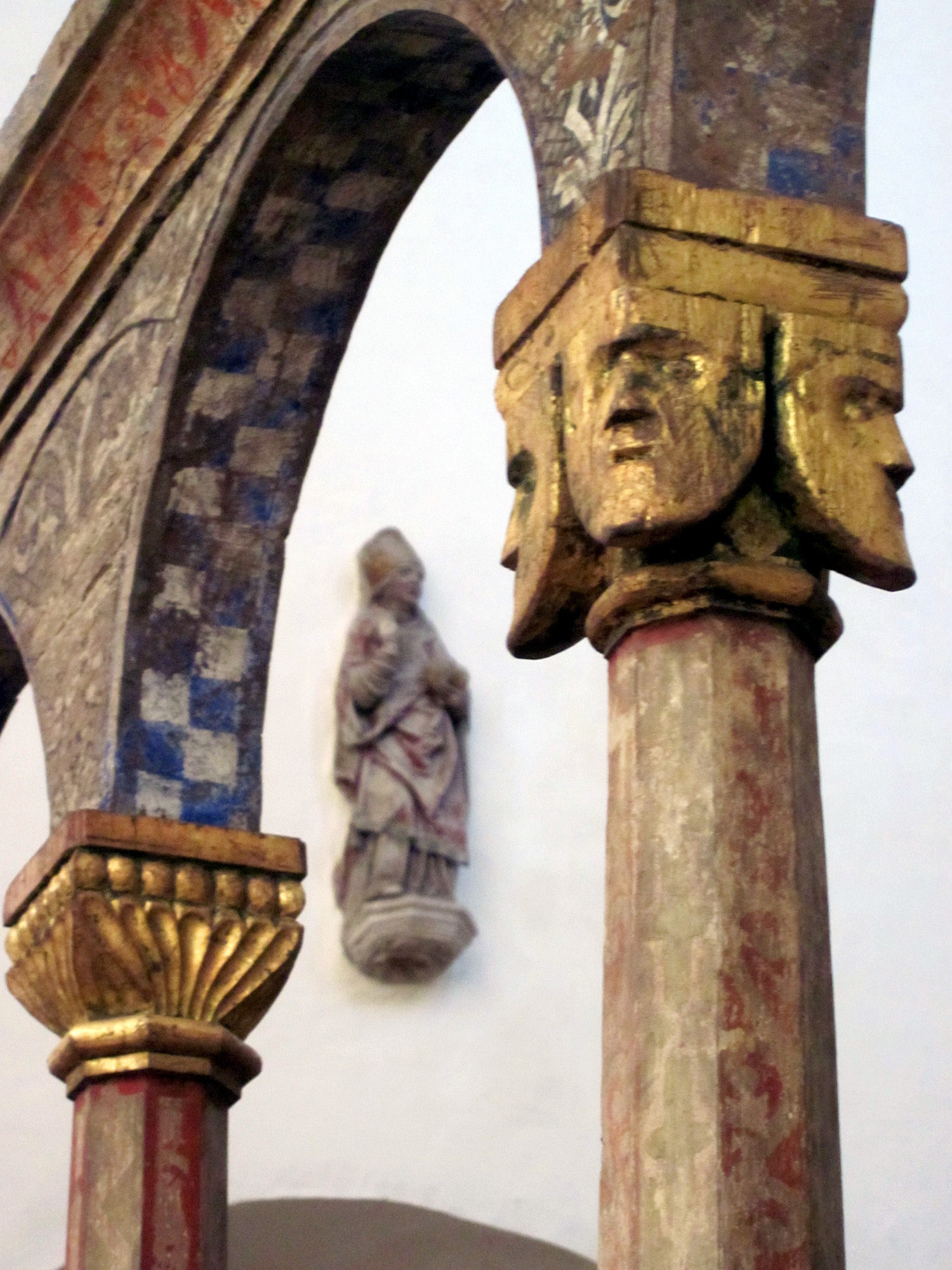
Holzarkade, Ausschnitt

## Veranstaltungen
Neben Gottesdiensten finden in der Kirche regelmäßig Ausstellungen, Konzerte und Vorträge statt. In der Büßerkapelle ist eine kleine Dauerausstellung zur 1000-jährigen Geschichte der Liebfrauenkirche und des Domplatzes eingerichtet.